# Нафта Кувейту

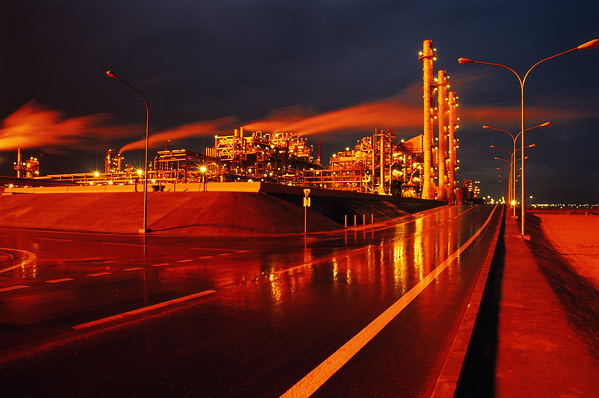
Нафтопереробний завод. Mina-Al-Ahmadi. Кувейт.

Нафта Кувейту

## Запаси і родовища
Нафта — основна корисна копалина країни.
Поточні доведені запаси нафти та природного газу на 01.01.1998 оцінювалися в 12 805,5 млн т і 1 492 млрд м³ відповідно, що становило 9,3 і 1 % всіх світових запасів. Станом на початок XXI ст. позиції країни за запасами нафти суттєво не змінилися.
За даними [Mining Annual Review 2002] і British Petroleum у 2003 р Кувейт диспонує близько 96 млрд бар. нафти, що становить близько 9 % світових запасів. Обчислений за рівнем споживання майбутній продуктивний період — понад 100 років.
Територія Кувейту з прилеглою акваторією входить у нафтогазоносний басейн Перської затоки. Відкрито 8 великих нафтовиї родовищ, в тому числі Великий Бурган — друге за запасами нафти родовище світу. Продуктивні пісковики світ вара, мауддуд, бурган і зубайр крейдового віку, залягають на глибині 970-3000 м. Основний видобуток (90 %) забезпечують III і IV продуктивні горизонти світи бурган на глибині 1050—1100 м. Нафти середні і важкі, сірчисті і високосірчисті.
Триває розвідка нових перспективних на нафту полів. Компанія Kuwait Petroleum Corp. у 2001 р веде ГРР на острові Баб'ян (Bubiyan) біля Іраку.

## Нафтодобувна промисловість
Кувейт — один з провідних світових продуцентів і експортерів нафти і природного газу у світі.
Видобуток нафти в Кувейті на початку XXI ст. (2001) становить 2,5-2,6 млн бар/добу (Mbbl/d).
Видобуток на родовищі Великий Бурган становить 1,6 млн бар/добу (2001) [Mining Annual Review 2002]. Найбільший розпорядник нафтових концесій — Національна нафтова компанія, що належить уряду Кувейту. Розвідка і видобуток нафти в континентальній частині Нейтральної зони на південному сході країни, на кордоні з Саудівською Аравією, здійснюється американською компанією «Амерікен індепендент ойл», а на шельфі — японською компанією «Арабіан ойл». Прибутки від видобутку нафти в Нейтральній зоні діляться порівну між Кувейтом і Саудівською Аравією. Щорічно в країні добувається близько 100 млн т нафти.
Нафтогазові родовища сполучені з промисловими центрами і портами трубопроводами (протяжність нафтопроводу близько 880 км, газопроводу — 165 км, продуктопроводу для передачі нафтопродуктів — близько 40 км).

## Нафтопереробна промисловість
Кувейт в кінці ХХ ст. має 3 підприємства загальною потужністю близько 40 млн т на рік. На початок XXI ст. (2001) Кувейт має нафтопереробні потужності в 772,8 тис.бар./добу. Крім того, на території країни знаходиться НПЗ компанії «ГАЛФ ОЙЛ». Діє також завод по переробці газу потужністю 17,4 млрд м³ на рік. Планується реконструкція нафтопереробного сектора з суттєвим збільшенням його потужностей. Транспортування нафти здійснюється нафтопроводами, що з'єднують родовища з портом-терміналом Міна-ель-Ахмаді.
У 2001 р. нафтова промисловість забезпечує понад 90 % державних прибутків, основна частина вартості експорту. Виробництво електроенергії, засноване на використанні нафти і газу. Кувейт з 2005 р імпортуватиме природний газ з Ірану в кількості 22,5-28 млн м³/добу, а з кінця 2005 р з Катару 28,3 млрд куб.м/добу [Petroleum Economist. 2003. V.70].

## Основні компанії в нафтовому секторі економіки
- Kuwait Petroleum Corporation (KPC) .
- Kuwait Oil Company (KOC) .
- Kuwait National Petroleum Company (KNPC) .
- Petrochemicals Industries Company (PIC) .
- Kuwait Petroleum International (KPI, also known as «Q8»)
- Kuwait Foreign Petroleum Exploration Company (KUFPEC) .
- Equate petrochemical company (EQUATE) .
- Petroleum Training Centre (PTC) .
- Kuwait Oil Tanker Company
- Kuwait Aviation Fueling Company (KAFCO)
- Kuwait Gulf Oil Company (KGOC)
- Oil Sector Services Company (OSSC) .
- Oil Development Company (ODC)

## Інтернет-ресурси
- Oil and Gas Infrastructure in Kuwait
- Kuwait Petroleum Corporation, official website